# Dominio B3
El dominio de unión a ADN B3 (DBD) es un dominio altamente conservado, encontrado de manera exclusiva entre los factores de transcripción de plantas vasculares (≥40 especies) combinadas con otros dominios. Se caracterizan por presentar 100-120 aminoácidos con una estructura secundaria que incluye siete láminas beta y dos hélices alfa, de modo que la estructura terciaria adquiere una forma de barril capaz de unirse al ADN. Este dominio interacciona con el surco mayor de la hélice de ADN. Los estudios evolutivos llevados a cabo han mostrado que los genes que codifican proteínas con dominios B3 han sufrido diversos eventos de duplicación.

## Familias de B3
En la especie Arabidopsis thaliana se han descrito tres familias principales de factores de transcripción que contienen dominios B3:
- ARF (Auxin Response Factors)
- ABI3 (ABscisic acid Insensitive3)
- RAV (Related to ABI3/VP1)

| Proteína                               | ARF1-B3            | ABI3-B3            | RAV1-B3 |
| -------------------------------------- | ------------------ | ------------------ | ------- |
| Estructura de B3 derivada por          | Modelado molecular | Modelado molecular | RMN     |
| Secuencia reconocida por el dominio B3 | TGTCTC             | CATGCA             | CACCTG  |

Las estructuras PDB 1WID
 y PDB 1YEL
 son conocidas únicamente por RMN de estructura de fases del dominio B3 de unión a ADN.

## Proteínas relacionadas
El dominio N-terminal de la enzima de restricción EcoRII, así como el dominio C-terminal de la enzima de restricción BfiI poseen ambos un motivo en barril de unión a ADN similar.